# 사랑의 이름으로 (1992년 영화)
"사랑의 이름으로"는 한국에서 제작된 김태룡 감독의 1992년 영화이다. 추민 등이 주연으로 출연하였고 박용빈 등이 제작에 참여하였다.

## 출연

### 주연
- 추민
- 정다혜

## 기타
- 조명: 김석진
- 녹음: 손인호